# Château de Brignac (Seiches-sur-le-Loir)
Pour les articles homonymes, voir Château de Brignac.
Le château de Brignac est un château situé à Seiches-sur-le-Loir, en France.

## Localisation
Le château est situé dans le département français de Maine-et-Loire, sur la commune de Seiches-sur-le-Loir.

## Historique
L'édifice est inscrit au titre des monuments historiques en 2014.